# Иту
Иту (порт. Itu) — муниципалитет в Бразилии, входит в штат Сан-Паулу. Составная часть мезорегиона Макрорегион агломерации Сан-Паулу. Входит в экономико-статистический микрорегион Сорокаба. Население составляет 170 157 человек на 2017 год. Занимает площадь 639,981 км². Плотность населения — 265,9 чел./км².
Праздник города — 2 февраля.

## История
Город основан в 1610 году.
Русскими эмигрантами, прибывшими в Бразилию в 1949 году из Апостольского экзархата Харбина в Китае, был основан интернат св. Владимира для русских мальчиков в Иту. Это были дети, прежде учившиеся в Лицее св. Николая в Харбине. Интернатом руководили:
- Буржуа, Шарль Василий
- Пупинис, Викентий Иосифович
- Вилькок, Феодор

## Статистика
- Валовой внутренний продукт на 2003 составляет 1.740.364.302,00 реалов (данные: Бразильский институт географии и статистики).
- Валовой внутренний продукт на душу населения на 2003 составляет 11.872,25 реалов (данные: Бразильский институт географии и статистики).
- Индекс развития человеческого потенциала на 2000 составляет 0,815 (данные: Программа развития ООН).

## Известные уроженцы
- Алмейда Жуниор, Жозе Феррас де (1850—1899) — живописец.